# Sabargam
Sabargam är ett berg i Indien.   Det ligger i distriktet Darjiling och delstaten Västbengalen, i den nordöstra delen av landet, 1 100 km öster om huvudstaden New Delhi. Toppen på Sabargam är 3 537 meter över havet, eller 211 meter över den omgivande terrängen. Bredden vid basen är 3,7 km.
Terrängen runt Sabargam är bergig åt sydväst, men åt nordost är den kuperad. Sabargam ligger uppe på en höjd som går i nord-sydlig riktning. Runt Sabargam är det tätbefolkat, med 266 invånare per kvadratkilometer. I omgivningarna runt Sabargam växer i huvudsak blandskog.